# Urcièrs
Urciers és un municipi francès, situat al departament de l'Indre i a la regió de Centre – Vall del Loira. L'any 2007 tenia 268 habitants.

## Demografia

### Població
El 2007 la població de fet d'Urciers era de 268 persones. Hi havia 124 famílies, de les quals 36 eren unipersonals (16 homes vivint sols i 20 dones vivint soles), 52 parelles sense fills, 24 parelles amb fills i 12 famílies monoparentals amb fills.
La població ha evolucionat segons el següent gràfic:
Habitants censats

### Habitatges
El 2007 hi havia 228 habitatges, 126 eren l'habitatge principal de la família, 60 eren segones residències i 42 estaven desocupats. Tots els 228 habitatges eren cases. Dels 126 habitatges principals, 108 estaven ocupats pels seus propietaris, 14 estaven llogats i ocupats pels llogaters i 4 estaven cedits a títol gratuït; 2 tenien una cambra, 8 en tenien dues, 26 en tenien tres, 32 en tenien quatre i 58 en tenien cinc o més. 64 habitatges disposaven pel capbaix d'una plaça de pàrquing. A 63 habitatges hi havia un automòbil i a 48 n'hi havia dos o més.

### Piràmide de població
La piràmide de població per edats i sexe el 2009 era:
| Homes | Edats   | Dones |
| ----- | ------- | ----- |
| 0     | 95 o +  | 0     |
| 0     | 90 a 94 | 4     |
| 0     | 85 a 89 | 4     |
| 0     | 80 a 84 | 0     |
| 8     | 75 a 79 | 12    |
| 16    | 70 a 74 | 36    |
| 20    | 65 a 69 | 4     |
| 8     | 60 a 64 | 16    |
| 4     | 55 a 59 | 8     |
| 4     | 50 a 54 | 0     |
| 8     | 45 a 49 | 12    |
| 8     | 40 a 44 | 8     |
| 20    | 35 a 39 | 8     |
| 0     | 30 a 34 | 8     |
| 8     | 25 a 29 | 8     |
| 12    | 20 a 24 | 0     |
| 4     | 15 a 19 | 8     |
| 0     | 10 a 14 | 0     |
| 8     | 5 a 9   | 8     |
| 0     | 0 a 4   | 12    |

## Economia
El 2007 la població en edat de treballar era de 131 persones, 84 eren actives i 47 eren inactives. De les 84 persones actives 73 estaven ocupades (41 homes i 32 dones) i 11 estaven aturades (2 homes i 9 dones). De les 47 persones inactives 24 estaven jubilades, 5 estaven estudiant i 18 estaven classificades com a «altres inactius».

### Ingressos
El 2009 a Urciers hi havia 126 unitats fiscals que integraven 262,5 persones, la mediana anual d'ingressos fiscals per persona era de 14.596 €.

### Activitats econòmiques
Dels 7 establiments que hi havia el 2007, 2 eren d'empreses de construcció, 2 d'empreses de comerç i reparació d'automòbils, 1 d'una empresa de transport, 1 d'una empresa d'hostatgeria i restauració i 1 d'una empresa de serveis.
Dels 3 establiments de servei als particulars que hi havia el 2009, 1 era una oficina de correu i 2 paletes.
L'any 2000 a Urciers hi havia 32 explotacions agrícoles que ocupaven un total de 1.200 hectàrees.

## Equipaments sanitaris i escolars
El 2009 hi havia una escola elemental integrada dins d'un grup escolar amb les comunes properes formant una escola dispersa.

## Poblacions més properes
El següent diagrama mostra les poblacions més properes.